# Bateria (instrumento musical)
A bateria é um conjunto de tambores (de diversos tamanhos e timbres) e de pratos e outros instrumentos de percussão colocados de forma conveniente com a intenção de serem percutidos por um único músico, denominado baterista, geralmente, com o auxílio de um par de baquetas, vassourinhas ou bilros segurados por ambas as mãos, embora, em alguns casos, certos executantes possam também usar as próprias mãos nuas para percutir o instrumento em questão.

## História
O conjunto de instrumentos é geralmente usado nos estilos musicais jazz, hip-hop, rock, pop entre outros, tendo sido componente essencial da música contemporânea desde a década de 1920 até ao surgimento da percussão eletrônica, quando se deu o aparecimento das primeiras baterias eletrônicas.

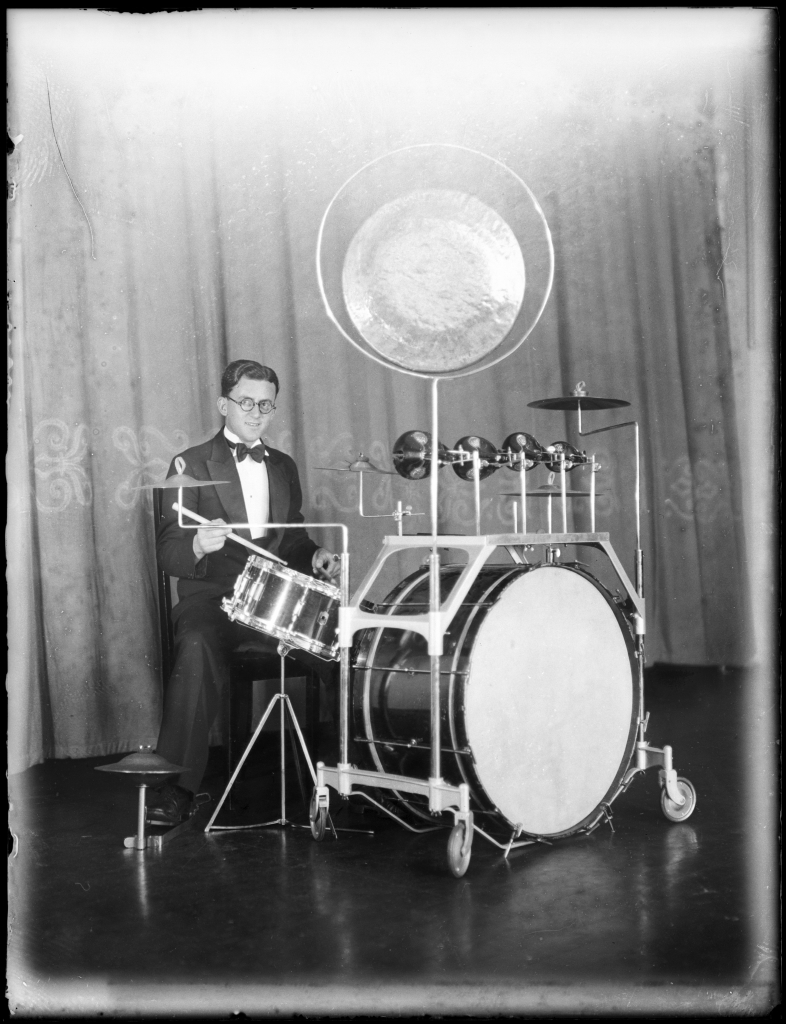
Baterista de uma banda de dança de 1935.

No começo dos anos 1900, bandas e orquestras tinham de dois a três percussionistas cada. Um tocava o bumbo, outro tocava a caixa e o outro tocava pratos ou ainda blocos de madeira que fazia os efeitos sonoros. O desenvolvimento do pedal possibilitou que uma mesma pessoa executasse todas estas funções.
O primeiro pedal prático foi inventado em 1910. William F. Ludwig, que criou o primeiro modelo de madeira e logo depois, com o aumento da procura, passou a desenvolver junto com seu cunhado, Robert Danly, o modelo do pedal em aço que foi vendido para milhares de bateristas e serviu de base para criação dos modelos mais avançados que temos hoje.
Outra criação aparentemente simples que possibilitou o surgimento da bateria, foi a estante para caixa, que antes os bateristas usavam cadeiras para apóia-las ou penduravam nos ombros com uso de correias.
Uma vez que pedais e suportes para caixas práticos se tornaram disponíveis, um único baterista poderia executar o trabalho antes feito por três. A peça mais nova que fez parte do conjunto básico da bateria foi o hi-hat, ou chimbal, nome utilizado no Brasil, que apareceu na década de 1940. É uma peça que utiliza dois pratos de choque, acionados com o pé. No jazz, ela tinha a função de marcar o contratempo nas pulsações rítmicas, motivo pelo qual, em alguns lugares, esta peça também é denominada de contratempo . E assim foi nascendo a bateria – ou trap set, como foi chamada inicialmente.
Na década de 1980 alguns fabricantes, tais como Simmons, Yamaha, Roland entre outros, criaram baterias eletrônicas que, além de sons pré-gravados, podiam também funcionar como samplers, gravando sons que depois são executados sempre que o instrumento é percutido.
Hoje, por evolução constante, a bateria recebe cada vez mais atenção de fábricas e engenheiros, que pesquisam junto aos bateristas, para desenvolver o melhor modelo de cascos, peles, baquetas, ferragens e pratos, usados para tocar. As inúmeras fábricas crescem a cada dia no mundo e no Brasil. Entre as marcas que fizeram história no Brasil incluem-se a Pingüim, a Saema e a Gope (anos 60 e 70), e mais recentemente a Odery, tendo seu início como uma Handmade (feita a mão). Com o surgimento de novas tecnologias e a importação de ferragens e acessórios, novas fábricas na década de 1980 começam a fabricar somente os cascos em cedro, marfim e bapeva utilizando-se de ferragens americanas como a Luthier, RMV e Fischer. Incluem-se várias fabricas de acessórios como a Ziltannam e a Octagon (pratos), C.Ibanez e a Liverpool (baquetas), RMV, Luen (peles sintéticas), Rock Bag (cases e bags).
Mundialmente, marcas como DW, Gretsch, Tama, Pearl, Ludwig, Sonor, Yamaha, Premier, Mapex, dentre outras, são líderes na fabricação das melhores baterias e ferragens. Para citar os melhores pratos feitos à mão ou por meio de máquinas,  e diferentes ligas, podemos enumerar a Zildjian, Sabian, Paiste e Meinl.

## Constituição

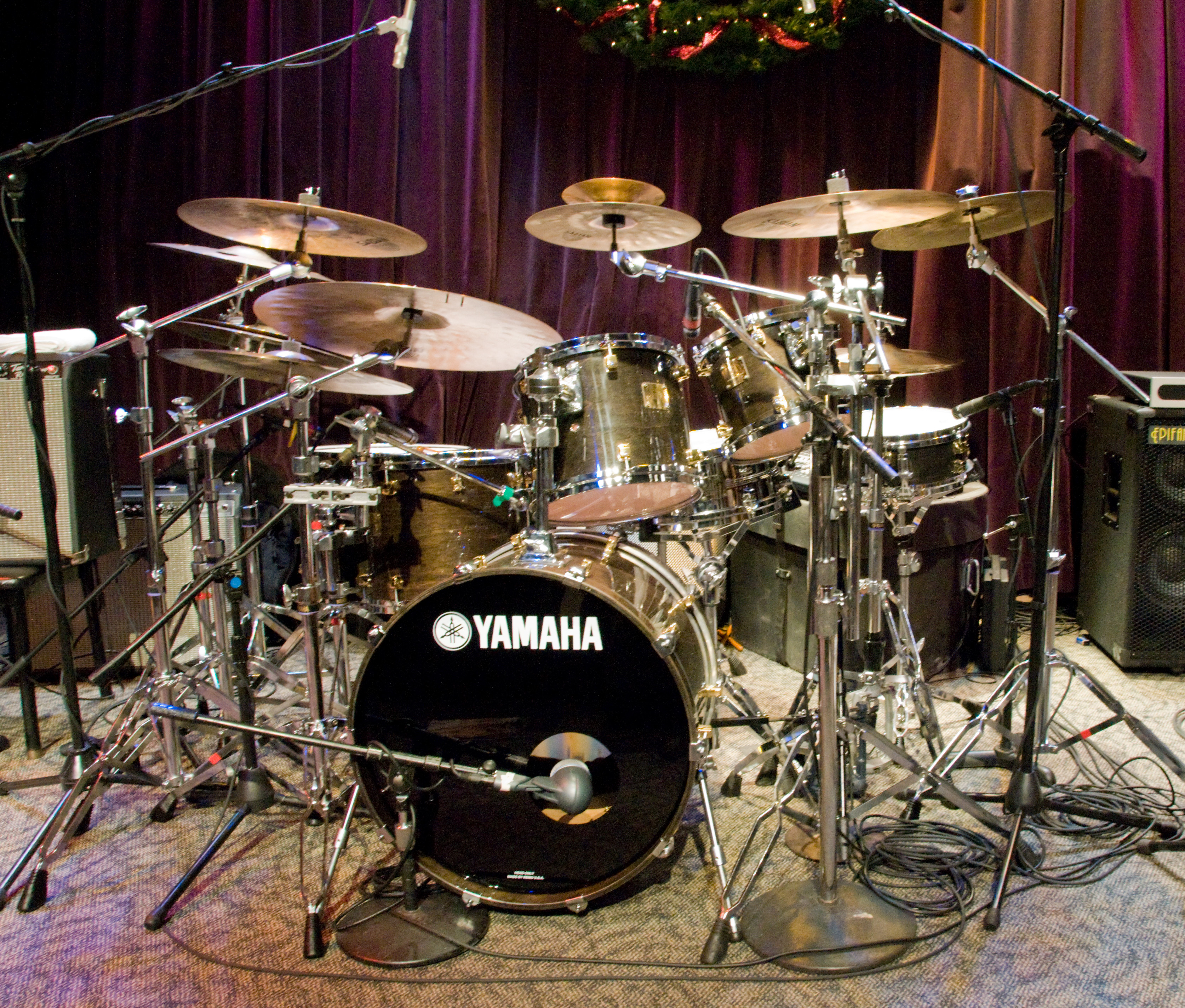
Um conjunto completo com microfones para apresentações ao vivo.

Não existe um padrão exato sobre como deve ser montado o conjunto dos elementos de uma bateria, sendo que, o estilo musical é por muitos indicado como uma das maiores influências perante o baterista no que respeita à disposição dos elementos, sendo que, a preferência pessoal do músico ou as suas condições financeiras ou logísticas. Seu peso pode variar bastante, tendo em vista o número de peças que constituem o conjunto, e a natureza variada dos materiais de cada peça.

### Tambores
- Caixa (ou tarola em Portugal) – tambor com esteira na pele de resposta;
- Bumbo (ou bombo) – onde se usa um pedal para o percutir;
- Tom-tons (ou timbalões) – que normalmente ficam por cima do bombo [vide imagem]);
- Surdo (ou timbalão de chão).

### Pratos
- Pratos de choque (chimbal no Brasil, ou hi-hat, em inglês) – acionados por meio de uma estante com pedal;
- Prato de condução (também conhecido pela designação em inglês ride ou swish) – apoiado num suporte geralmente em forma de tripé;
- Pratos de ataque (os três tipos mais usados, com a designação em inglês: crash, splash e china) – também apoiados em suportes, colocados ao lado dos outros elementos.

### Ferragens
- Pedal de bumbo – pode ser simples ou duplo, e é acionado com os pés para percutir o bumbo;
- Máquina de chimbal – serve para dar suporte e controlar a abertura do chimbal com os pés;
- Pedestais (tripés ou estantes) de prato – podem ser retos ou articulados (popularmente conhecidos como "girafa");
- Suportes (ou clamp, em inglês) – sustentam tambores ou itens de percussão.

### Peças Adicionais
A adição de tom-tons, vários pratos, pandeirolas, gongos, blocos de madeira, canecas, almofadas (pads) eletrônicas devidamente ligadas a samplers, ou qualquer outro acessório de percussão (ou não) podem também fazer parte de algumas baterias, de forma a serem produzidos diversos sons que se encontrem mais de acordo com o gosto pessoal dos músicos.
Alguns bateristas, tais como Neil Peart, Mike Portnoy ou Terry Bozzio, elaboraram conjuntos de bateria fora do normal, utilizando-se de diversos elementos, tais como octobans, rototoms, gongos ou tom-tons afinados em correspondência com notas musicais, possibilitando ao baterista, para além da execução rítmica, contribuir melodicamente para a música. A década de 1980 foi prolífica no surgimento destes conjuntos fora do normal, apreciados pelos amantes da bateria, um pouco por todo o mundo.

### Materiais de construção
De uma forma geral, os tambores das baterias são construídas em madeiras seleccionadas, podendo também encontrar-se elementos construídos à base de plásticos, metais e/ou outras ligas.
Diversos fabricantes têm efetuado diversas experiências de forma a obter os melhores sons a partir da madeira, tendo concluído que o mogno, a bétula e o plátano produzem as madeiras mais aceitas para a construção destes instrumentos. Já em relação às tarolas (caixas), as ligas metálicas baseadas em aço, latão ou cobre são as preferências dos modelos de entrada de gama, embora os modelos fabricados em madeira de bétula e plátano tenham melhor aceitação nos modelos de topo de gama.
No Brasil, apesar de um certo atraso em relação aos produtos americanos e europeus, desde a década de 1960 há indícios da fabricação de baterias pré-montáveis. Originalmente usava-se o cedro como material para a produção de cascos e casualmente o pau-marfim. Hoje a indústria brasileira já inova neste conceito utilizando madeiras certificadas como a bapeva que é uma madeira com o dobro de densidade do maple americano (o mais utilizado para a produção de cascos de bateria), ou seja, mais dura e mais resistente.

## Bateria eletrônica

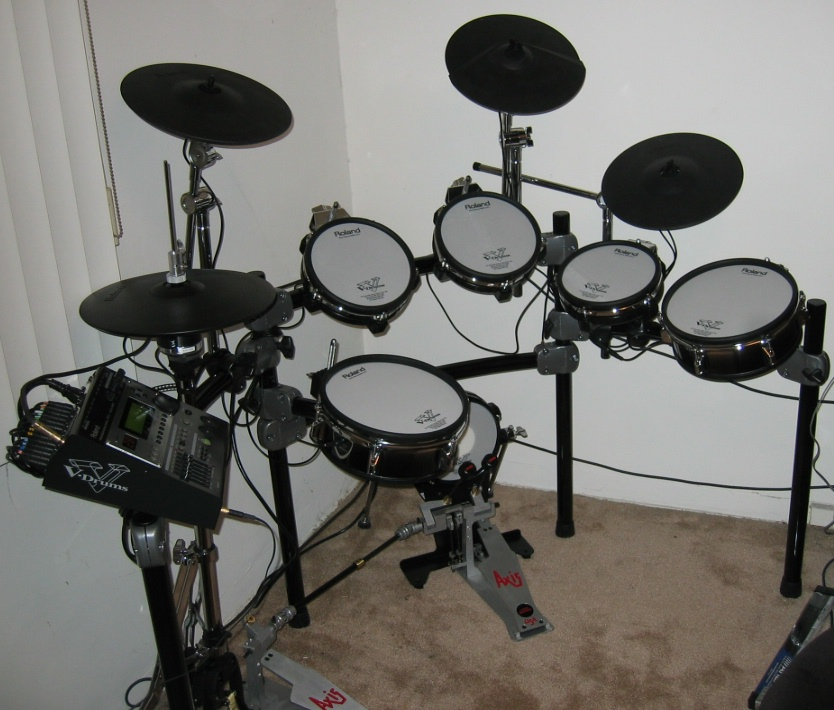
Uma bateria eletrônica.

Uma bateria eletrônica é geralmente formada por um conjunto de pads montados sobre um rack numa disposição similar à de uma bateria acústica. Os pads são discos com uma superfície de borracha ou tecido que simulam os tambores de uma bateria. Cada pad possui um ou mais sensores que geram sinais elétricos quando percutidos. O sinal elétrico é transmitido através de cabos até um módulo eletrônico, que produz o som associado ao pad em questão.
Diz-se que a primeira bateria eletrônica foi criada por Graeme Edge, baterista da banda The Moody Blues, com a colaboração do professor Brian Groves da Universidade de Sussex. O dispositivo foi usado na música 'Procession', do álbum 'Every Good Boy Deserves Favor' de 1971.
A primeira bateria eletrônica comercial foi a Syndrum Pollard, criada pela Pollard Industries em 1976. Ela era formada por um módulo eletrônico e um ou mais tambores. Ela rapidamente chamou a atenção de muitos bateristas famosos como Carmine Appice e Terry Bozzio. Mas o Syndrum foi um fracasso financeiro e levou a empresa à ruína em poucos anos.

## Postura do músico

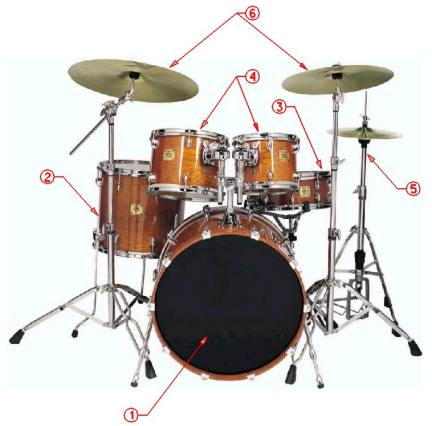
Drumkit.

O baterista toca no instrumento sentado sobre um banco, de forma a manter a caixa entre as pernas que deverão ficar por isso ligeiramente abertas. No caso de bateristas destros, o pé esquerdo assentará sobre o pedal do prato de choques e o direito sobre o do bumbo, sendo que, muitos bateristas canhotos adaptam uma postura simétrica a esta.
Alguns bateristas usam um segundo bombo, ou um pedal duplo, percutido através do pé que geralmente aciona o prato de choques, sendo necessário o uso de algumas técnicas adicionais, de forma a conseguir manter a coordenação entre os diferentes ritmos musicais que a música eventualmente possa exigir.
O instrumento normalmente é tocando com uso de baquetas (do italiano bacchetta ou bacchio), um objeto em forma de pequeno bastão, e com uma das extremidades arredondadas usada para percutir, fabricado principalmente de madeiras ou fibras. Existem padrões do músico baterista/percussionista de segurar as baquetas em suas mãos, chamados de grip ou pegada. Existem sete tipos de manuseio: traditional grip, matched, french, american, german, ancient, overhand; as fundamentais são a traditional e a matched.